# كريستوفر باراتير
كريستوفر باراتير (بالفرنسية: Christophe Barratier)‏ (مواليد 17 يونيو 1963) هو مخرج ومنتج وكاتب سيناريو فرنسي بدأ نشاطه سنة 1996. وهو ابن شقيق المخرج السينمائي جاك بيرين، الذي كان له تأثير كبير عليه.

## أعماله
- الجوقة (2004)
- زمن الاسرار (2022)

## وصلات خارجية
- كريستوفر باراتير على موقع IMDb (الإنجليزية)
- كريستوفر باراتير على موقع قاعدة بيانات الأفلام العربية
- كريستوفر باراتير على موقع ألو سيني (الفرنسية)
- كريستوفر باراتير على موقع ميوزك برينز (الإنجليزية)
- كريستوفر باراتير على موقع تيرنر كلاسيك موفيز (الإنجليزية)
- كريستوفر باراتير على موقع أول موفي (الإنجليزية)
- كريستوفر باراتير على موقع قاعدة بيانات الأفلام السويدية (السويدية)
- كريستوفر باراتير على موقع ديسكوغز (الإنجليزية)
- كريستوفر باراتير على موقع قاعدة بيانات الفيلم (الإنجليزية)
- كريستوفر باراتير على موقع كينوبويسك (الروسية)